# Ulrich Borowka
Ulrich Borowka (ur. 19 maja 1962 w Menden, Niemcy) – niemiecki piłkarz polskiego pochodzenia, występujący na pozycji obrońcy, reprezentant RFN, uczestnik Mistrzostw Europy 1988.

## Kariera klubowa
W Bundeslidze Ulrich Borowka występował w Borussii Mönchengladbach (1981–1987) oraz w Werderze Brema (1987–1996), rozgrywając 388 ligowych spotkań i strzelając 19 bramek.
Pod koniec swojej kariery grał w zespołach: Tasmania 1900 Berlin (1996), Hannover 96 (1996-97). Zaś w 1997 roku mając poważne problemy z alkoholem przeszedł do Widzewa Łódź. W polskim klubie rozegrał 8 spotkań ligowych, stając się pierwszym Niemcem w najwyższej klasie rozgrywkowej w Polsce. Problemy pozaboiskowe jednak nie ustąpiły i sezon później odszedł do FC Oberneuland, gdzie zakończył karierę.

## Statystyki klubowe
| Klub                     | Sezon              | Liga               | Liga  | Liga   | Puchar kraju | Puchar kraju | Europa | Europa | Inne  | Inne   | Suma  | Suma   |
| Klub                     | Sezon              | Liga               | Mecze | Bramki | Mecze        | Bramki       | Mecze  | Bramki | Mecze | Bramki | Mecze | Bramki |
| ------------------------ | ------------------ | ------------------ | ----- | ------ | ------------ | ------------ | ------ | ------ | ----- | ------ | ----- | ------ |
| Borussia Mönchengladbach | 1981/1982 w        | Bundesliga         | 8     | 0      | –            | –            | –      | –      | –     | –      | 8     | 0      |
| Borussia Mönchengladbach | 1982/1983          | Bundesliga         | 28    | 0      | 5            | 0            | –      | –      | –     | –      | 33    | 0      |
| Borussia Mönchengladbach | 1983/1984          | Bundesliga         | 19    | 1      | 3            | 0            | –      | –      | –     | –      | 22    | 1      |
| Borussia Mönchengladbach | 1984/1985          | Bundesliga         | 32    | 5      | 5            | 1            | 4      | 0      | –     | –      | 41    | 6      |
| Borussia Mönchengladbach | 1985/1986          | Bundesliga         | 29    | 2      | 1            | 0            | 6      | 0      | –     | –      | 36    | 2      |
| Borussia Mönchengladbach | 1986/1987          | Bundesliga         | 33    | 3      | 5            | 1            | 10     | 0      | –     | –      | 48    | 4      |
| Borussia Mönchengladbach | Ogólnie            | Ogólnie            | 149   | 11     | 19           | 2            | 20     | 0      | 0     | 0      | 188   | 13     |
| Werder Brema             | 1987/1988          | Bundesliga         | 31    | 1      | 4            | 0            | 8      | 0      | –     | –      | 43    | 1      |
| Werder Brema             | 1988/1989          | Bundesliga         | 28    | 1      | 5            | 0            | 5      | 0      | 1     | 0      | 39    | 1      |
| Werder Brema             | 1989/1990          | Bundesliga         | 28    | 2      | 6            | 0            | 10     | 0      | –     | –      | 44    | 2      |
| Werder Brema             | 1990/1991          | Bundesliga         | 32    | 1      | 7            | 1            | –      | –      | –     | –      | 39    | 2      |
| Werder Brema             | 1991/1992          | Bundesliga         | 36    | 1      | 5            | 0            | 8      | 0      | 2     | 0      | 51    | 1      |
| Werder Brema             | 1992/1993          | Bundesliga         | 28    | 1      | 4            | 0            | 2      | 0      | 2     | 0      | 36    | 1      |
| Werder Brema             | 1993/1994          | Bundesliga         | 24    | 1      | 4            | 0            | 5      | 0      | 1     | 0      | 34    | 1      |
| Werder Brema             | 1994/1995          | Bundesliga         | 22    | 0      | 1            | 0            | 1      | 0      | 1     | 0      | 25    | 0      |
| Werder Brema             | 1995/1996 j        | Bundesliga         | 10    | 0      | 2            | 0            | 5      | 1      | –     | –      | 17    | 1      |
| Werder Brema             | Ogólnie            | Ogólnie            | 239   | 8      | 38           | 1            | 44     | 1      | 7     | 0      | 328   | 10     |
| Widzew Łódź              | 1996/1997 w        | Ekstraklasa        | 8     | 0      | 2            | 0            | –      | –      | –     | –      | 10    | 0      |
| Widzew Łódź              | Ogólnie            | Ogólnie            | 8     | 0      | 2            | 0            | 0      | 0      | 0     | 0      | 10    | 0      |
| Ogólnie w karierze       | Ogólnie w karierze | Ogólnie w karierze | 396   | 19     | 59           | 3            | 64     | 1      | 7     | 0      | 526   | 23     |

## Kariera reprezentacyjna
W reprezentacji RFN rozegrał 6 spotkań. Wystąpił na turnieju Euro 1988.

## Sukcesy
- Puchar Zdobywców Pucharów
  - 1992
- Mistrz Niemiec
  - 1988, 1993
- Puchar Niemiec
  - 1991, 1994
- Mistrz Polski
  - 1997